# San José Obrero
San José Obrero é uma cidade do Paraguai, Departamento Cordillera.

## Transporte
O município de San José Obrero é servido pelas seguintes rodovias:
- Caminho em pavimento ligando a cidade de Primero de Marzo ao município de Caraguatay[1][2][3]